# Liotyphlops anops
Liotyphlops anops là một loài rắn trong họ Anomalepididae. Loài này được Cope mô tả khoa học đầu tiên năm 1899.